# Xylotrechus carinicollis
Xylotrechus carinicollis är en skalbaggsart som beskrevs av Jordan 1895. Xylotrechus carinicollis ingår i släktet Xylotrechus och familjen långhorningar. Inga underarter finns listade i Catalogue of Life.